# Serrat de Can Güell
|  | No s'ha de confondre amb Serra de Can Güell. |

El Serrat de Can Güell és una serra situada al municipi de Vallirana a la comarca del Baix Llobregat, amb una elevació màxima de 466 metres.